# Giro di Toscana 1990
Il Giro di Toscana 1990, sessantaquattresima edizione della corsa, si svolse il 12 maggio su un percorso di 202 km, con partenza a Firenze e arrivo ad Arezzo. Fu vinto dall'italiano Marco Saligari della Ariostea davanti ai suoi connazionali Marco Lietti e Roberto Pagnin.

## Ordine d'arrivo (Top 10)
| Pos. | Corridore       | Squadra               | Tempo    |
| ---- | --------------- | --------------------- | -------- |
| 1    | Marco Saligari  | Ariostea              | 5h30'00" |
| 2    | Marco Lietti    | Ariostea              |          |
| 3    | Roberto Pagnin  | Malvor-Sidi           |          |
| 4    | Alberto Elli    | Ariostea              |          |
| 5    | Edoardo Rocchi  | Italbonifica-Navigare |          |
| 6    | Luca Gelfi      | Del Tongo             |          |
| 7    | Nathan Dahlberg | 7 Eleven-Hoonved      |          |
| 8    | Angelo Lecchi   | Del Tongo             |          |
| 9    | Dmitrij Konyšev | Alfa Lum              |          |
| 10   | Andrea Chiurato | Amore & Vita-Fanini   |          |